# Josiah Wedgwood
Josiah Wedgwood (Burslem, Staffordshire, 12. srpnja 1730. – Etruria, Engleska, 3. siječnja 1795.) bio je engleski poduzetnik.

## Životopis
Wedgwood je bio najmlađe od 12 djece. Njegova obitelj bila je vlasnik engleskog poduzeća Churchyard Pottery. Poslije smrti svoga oca Wedgwood izučava proizvodnju lončarstva. Smatra se da je on započeo s industrijalizacijom lončarstva. Bio je jedan od prvih industrijalaca koji je primjenjivao strategijski marketing. Josiah Wedgwood & Sons Ltd. postoji kao dio konzorcija Waterford Wedgwood sve do danas. 
Wedgwood nije samo pokušavao poboljšati kvalitetu gline kao korištenog materijala, već i oblik, u čemu se oslanjao na antičke uzore.
Napravio je tzv. Jasper ware, reljef u dvobojnim slojevima, većinom bijeli i plavi, kakvi su se pravili u antičko doba. Jedan takav primjer je čuvena Portland vaza.
Pošto je imao veliki uspjeh sa svojom tvrtkom, Wedgwood je 1760. stvorio industrijski gradić Etruriu, gdje je radio do svoje smrti. 
1768. izumio je proces obrade keramike po njemu nazvan proces Wedgwoodware a 1782. pirometar. Za pirometar je napravio odgovarajuću temperaturnu ljestvicu koja se po njemu naziva Wedgwoodova ljestvica.
Josiah Wedgwood je kao protivnik ropstva podržavao abolicioniste. Bio je djed Charlesa Darwina.

## Vanjske poveznice
- Iz Classic Encyclopedie (engleski)
- Wedgwood porculan  Arhivirana inačica izvorne stranice od 5. siječnja 2009. (Wayback Machine)
- Kratak životopis povodom 210. godišnjice smrti(njemački)